# 충혜왕
충혜왕(忠惠王, 1315년 3월 2일 출생~1344년 2월 7일 훙서)은 고려의 제28대 국왕 등을 지냈고 1343년 12월에 폐위됨으로써 마지막 퇴위했으며, 성휘는 왕정(王禎)이다.

## 개요
휘는 정(禎), 몽골 이름은 부다시리(몽골어: Putashiri, 한자: 寶塔實里 '보탑실리')이다. 원에서 내린 시호는 충혜(忠惠)이며, 공민왕이 올린 시호는 헌효대왕(獻孝大王)이다. 충숙왕과 명덕태후(明德太后) 홍씨(洪氏)의 아들이다.

## 생애
1330년(충숙왕 17년), 충숙왕이 원나라에게 폐위되자 즉위했지만, 1332년(충혜왕 2년) 원나라에 의해 폐위되고 충숙왕이 복위되어 다시 원나라로 갔다.
1339년(충숙왕 후7년) 충숙왕이 죽자 충숙왕의 사촌 심양왕 왕고(王暠)를 왕으로 세우려는 조적(曺頔) 등의 반란이 있었으나 실패하고 충혜왕이 즉위했다. 즉위 후에 사치와 향락, 사냥을 일삼았으며, 흉흉한 민심과 소문이 돌았다.
그해 5월에는 부왕의 후비인 수비 권씨(壽妃 權氏)를, 8월에는 또 다른 부왕의 후비인 경화공주를 강간하였다. 충혜왕은 서모인 권씨나 경화공주 뿐만 아니라, 외숙 홍융(洪戎)의 처까지 강간하는 등 행동에 절제가 전혀 없고 패륜을 일삼았다. 장인인 홍탁의 후처 황씨가 임질에 걸렸는데, 충혜왕은 승려 복산을 시켜 그녀의 임질을 치료토록 하였다. 이는 충혜왕에게 옮아서 그렇다는 소수의 설이 있으나 확실치는 않다.
1343년(충혜왕 후4년)에는 주위의 반대를 무릅쓰고 삼현(三峴)에 새로 궁궐을 지었는데, 개성에서는 "왕이 민가의 어린이 수십 명을 잡아 새 궁궐의 주춧돌 밑에 묻고자 한다."는 소문이 돌아 집집마다 아이를 안고 도망하고 숨는 등 소란이 일었다. 충혜왕은 강간과 음행을 일삼았을 뿐만 아니라 사무역(私貿易)으로 재화를 모으고 무리한 세금을 강제로 징수하여 유흥에 탕진하였고, 백성들의 토지와 노비를 약탈하여 보흥고(寶興庫)에 소속시키는 등 실정이 많았다.

## 최후

### 폐위 및 사망
1343년(충혜왕 후4년) 11월 22일, 원나라는 충혜왕을 폐위시키고 충혜왕의 측근들을 잡아 원나라로 끌고 갔다. 그 해 12월 21일, 게양현으로 유배가라는 명을 받고 유배지인 게양으로 가던 도중, 1344년 1월 15일 악양현(岳陽縣, 현재의 중국 후난성 웨양시)에서 죽었다. 독주를 마셨다고도 하고, 귤을 먹고 죽었다고도 알려져 있다.
| “ | 너 왕정(王禎)은 왕이 되었으면서도 백성을 매우 심하게 착취하였으니, 비록 너의 피를 천하의 개들에게 먹인다고 해도 오히려 부족하다. 그러나 짐은 살생을 좋아하지 않으므로 너를 게양으로 유배 보내는 것이니, 너는 나를 원망하지 말고 가도록 하라 | ” |
|   | — 원나라 순제가 충혜왕을 폐위하며 내린 유시 |   |

 
왕이 원나라 악양현(岳陽縣)에서 훙(薨)하였다.
왕의 행차가 역참의 수레로 빨리 달렸으므로 어려운 고초는 말할 수 없었는데,
게양(揭陽)에 이르지 못하고 도중에서 훙하니,
혹은 독살당했다 하고, 혹은 귤을 먹고 죽었다 하였다.
나라 사람들은 이를 듣고도 슬퍼하는 자가 없었으며,
소민(小民)은 심지어 기뻐서 날뛰며
‘갱생할 수 있는 날을 다시 보게 되었다’고 말하는 사람까지 있었으니,
그가 백성에게 덕을 보이지 않음이 이와 같았다.
처음에 궁중과 도로에서 노래하기를,
“아야마고지나(阿也麻古之那)여! 이제 가면 어느 때나 오려는가?” 하였는데,
이때에 이르러 사람들이 이를 해석하기를,
“악양에서 죽게 되는 재난[岳陽亡故之難]이여! 오늘 가면 어느 때나 돌아오려는가?”
하였다.— 《동국통감》 권45, 고려기 충혜왕3　

## 평가
《고려사》에서는 충혜왕을 다음과 같이 평가하였다.
 
왕은 성품이 호협하고 주색(酒色)을 좋아했으며
놀이와 사냥에 탐닉해 황음무도하게 행동했다.
남의 처나 첩이 아름답다는 소문을 들으면 친소와 귀천에 관계없이
모조리 후궁으로 들이는 바람에 그 수가 백 명이 넘었다.
또한 재물에 관계되는 것이면 아무리 자잘한 것이라도 따져 항상 이익을 올리려 하니,
군소배들이 다투어 계략을 올려 남의 토지와 노비를 빼앗아 모두 보흥고에 소속시켰으며,
궁중의 마굿간을 준마로 채웠다.
또 회회(回回, 위구르) 사람들에게 베를 주고 그에 대한 이자를 챙겼으며
소를 도축해 그 고기를 날마다 15근씩 바치게 했다.
새 궁궐을 지을 때에는 깃발을 벌여 놓고 북을 설치한 다음
친히 담에 올라 깃발을 흔들고 북을 치며 독려했다.
궁궐이 완성되자 각 도에서 옻칠을 거두어 들였으며
단청을 올릴 물감을 기한보다 늦게 가져온 사람들에 대해서는
그보다 몇 배에 해당하는 베를 징수했다.
관리들은 이를 기회로 백성들을 가렴주구했으며 백성들은 근심과 원한에 싸였다.
군소배들은 출세하고 충직한 사람들은 쫓겨났으며 한 사람이라도 직언하면 반드시 죽여버리니
사람들이 처형당할까 두려워 감히 말을 꺼내는 자가 없었다.— 《고려사》 권36, 세가36 충혜왕　

## 가족 관계
| 1315년 2월 22일 (음력 1월 18일) 고려 개경 | 1344년 1월 30일 (음력 1월 15일) (28세) 원나라 악양현 |

|    |                                               | 생몰년          | 부모                                          | 비고        |
| -- | --------------------------------------------- | --------------- | --------------------------------------------- | ----------- |
| 부 | 충숙왕 忠肅王                                 | 1294년 - 1339년 | 충선왕 忠宣王 의비 懿妃                       | 제27대 국왕 |
| 모 | 공원왕후 홍씨 恭元王后 洪氏 명덕태후 明德太后 | 1298년 - 1380년 | 홍규 洪奎 삼한국대부인 김씨 三韓國大夫人 金氏 |             |

|       |                                             | 이름 / 본관                         | 생몰년        | 부모                              | 비고 |
| ----- | ------------------------------------------- | ----------------------------------- | ------------- | --------------------------------- | ---- |
| 정비  | 덕녕공주 德寧公主 정순숙의공주 貞順淑儀公主 | 패아지근 역린진반 孛兒只斤 亦憐眞班 | 미상 - 1375년 | 초스발 焦八 미상                  |      |
| 제2비 | 희비 윤씨 禧妃 尹氏                         | 파평                                | 미상 - 1380년 | 윤계종 尹繼宗 여흥 민씨 驪興 閔氏 |      |
| 후궁  | 화비 홍씨 和妃 洪氏                         | 남양                                | 미상          | 홍탁 洪鐸 안동 권씨 安東 權氏     |      |
| 후궁  | 은천옹주 임씨 銀川翁主 林氏                 | 미상                                | 미상          | 임신 林信 미상                    |      |

|   |               | 이름                            | 생몰년          | 생모          | 배우자 | 비고        |
| - | ------------- | ------------------------------- | --------------- | ------------- | ------ | ----------- |
| 1 | 충목왕 忠穆王 | 흔 昕 파드마도르지 八思麻朶兒只 | 1337년 - 1348년 | 덕녕공주      | 미혼   | 제29대 국왕 |
| 2 | 충정왕 忠定王 | 저 胝 미스젠도르지 迷思監朶兒只 | 1338년 - 1352년 | 희비 윤씨     | 미상   | 제30대 국왕 |
| 3 | ▨▨군 ▨▨君     | 석기 釋器                       | 미상 - 1375년   | 은천옹주 임씨 | 미상   |             |

|   |                   | 생몰년 | 생모     | 배우자    | 비고 |
| - | ----------------- | ------ | -------- | --------- | ---- |
| 1 | 장녕공주 長寧公主 | 미상   | 덕녕공주 | 노왕 魯王 |      |

## 충혜왕이 등장하는 작품
- 《신의》(SBS, 2012년, 배우:오현철)
- 《기황후》(MBC, 2013년~2014년, 배우:주진모, 안도규)[6]

## 같이 보기
| - 충숙왕 - 충목왕 - 충정왕 - 윤계종 - 공민왕 - 덕녕공주 - 은천옹주 - 희비 윤씨 - 윤언이 | - 공원왕후 - 홍규 - 홍후 - 홍복원 - 공민왕 - 홍다구 - 강양공 - 왕제 - 윤계종 | - 단양대군 - 충선왕 - 덕흥군 - 왕석기 |